# Incontinència fecal
La incontinència fecal (IF) és la pèrdua del control en l'expulsió de la femta per l'anus.
Entre les causes més comunes són lesions immediates o diferides del part, les complicacions de la cirurgia per patologia anorectal prèvia (especialment relacionades amb els esfínters anals o al paquets vasculars hemorroïdals) i els hàbits intestinals alterats (per exemple, causada per la síndrome de l'intestí irritable, la malaltia de Crohn, la colitis ulcerosa, la intolerància als aliments, o el restrenyiment amb incontinència per vessament S'estima que el 2,2% de les persones adultes es veuen afectades.
La incontinència fecal té tres conseqüències principals: reaccions locals de la pell perianal i del tracte urinari, incloent la maceració (estovament i emblanquiment de la pell a causa de la humitat contínua), infeccions del tracte urinari, o úlceres de decúbit (nafres de pressió); una despesa financera pel pacient (a causa de cost dels medicaments i productes per a la incontinència, i la pèrdua de productivitat), pels ocupadors (dies lliures), i per les asseguradores mèdiques i per la societat en general (els costos d'atenció de salut, atur); i una disminució associada a la qualitat de vida. Es redueix sovint l'autoestima, amb sentiments de vergonya, humiliació, depressió, requerint el pacient d'organitzar-se la vida al voltant d'un fàcil accés a la cambra de bany i havent d'evitar activitats agradables. La IF és un exemple d'una condició mèdica estigmatitzada, que crea barreres per a un tractament adequat. El pacient pot sentir-se massa avergonyit com per buscar ajuda mèdica, i tracta d'autogestionar el símptoma en secret dels altres.
La IF és un dels trastorns més debilitants psicològicament i socialment per l'individu sa, però en general és tractable. Pel tractament sovint cal una combinació individualitzada de mesures dietètiques, farmacològiques i/o quirúrgiques. Els professionals de la salut estan sovint mal informats sobre les opcions de tractament, i poden deixar de reconèixer l'impacte de la IF.